# Goldenes Kugelkreuz
Das Goldene Kugelkreuz ist die höchste Auszeichnung der Evangelischen Jugend in Deutschland und wurde von der Arbeitsgemeinschaft der Evangelischen Jugend (aej) vergeben.
Die Evangelische Jugend trägt als Zeichen das Kreuz auf der Weltkugel – das sogenannte Kugelkreuz. Seit der Gründung der Jugendkammer der Evangelischen Jugend Deutschlands im Jahre 1946 als Vorläufer der heutigen aej wurde dieses Zeichen durch die Evangelische Jugend in Deutschland und durch ihre Mitglieder sowie deren Gliederungen ausgegeben.
Das Goldene Kugelkreuz wurde zur Anerkennung besonderer Verdienste um die Förderung der evangelischen Kinder- und Jugendarbeit seit 1984 durch den Vorstand der aej verliehen.

## Träger (Auswahl)
- 1999: Harald Bretschneider, Pfarrer[1]
- 2003: Manfred Kock, EKD-Ratsvorsitzender
- 2004: Johannes Rau (1931–2006), Bundespräsident[2]; Rolf Lehmann, Bürgermeister von Stuttgart und Vorsitzender des Evangelischen Jugendwerks in Württemberg (ejw); Bernd Klippstein, Staatsanwalt
- 2005: Dietrich Heise (1938–2005), Diakon und Evangelist
- 2007: Hermann Hörtling, bis 2007 Fachlicher Leiter des ejw
- 2010: Kurt Braml, Geschäftsführer der Bundesarbeitsgemeinschaft Evangelische Jugendsozialarbeit